# Carnalfenas
O Carnalfenas foi a primeira micareta indoor (circuito fechado, desde 1996) do Brasil que acontecia no município de Alfenas, no Sul do Estado de Minas Gerais.
Realizada anualmente, sempre no último final de semana de outubro e ou primeiro final de semana de novembro, a festa conta com uma média de 20/25 mil pessoas, sendo de significativa importância para o turismo local, além de constituir fator gerador de divisas e de divulgação da cidade em todo o Brasil.

## História
Fundada por dois irmãos baianos, que foram a Alfenas estudar Carlos Henrique Carrera e Vitor Carrera, o Carnalfenas foi considerado o maior evento de micareta do estado de Minas Gerais.
Bandas e cantores de destaque já se apresentaram no evento com o Bloco Tutu, como Ivete Sangalo, Jammil, Asa de Águia, Chiclete com Banana, Claudia Leitte, Saulo Fernandes, Banda Eva, Tomate, Timbalada, Cheiro de Amor, A Zorra, Araketu, Alexandre Peixe, Psirico, Leo Santana, É o Tchan, Alok, Anitta, Bob Sinclair, Jorge e Matheus, Wesley Safadao, Ze neto e Cristiano,Simone e Simara, Gabriel Diniz, Fernando e Sorocaba, Munhoz e Mariano, Pedro Paulo e Alex dentre outros.
• No Ano de 2001 o Carnalfenas foi a primeira micareta do Brasil, no mesmo Bloco Tutu a ter os 3 maiores nomes do axé músic, Chiclete com Banana, Ivete Sangalo e Asa de Águia.
• Em 2002 nascia na festa o primeiro Camarote Open Bar do Brasil. O Camarote CarnaBrahma.
Em 2005 o Carnalfenas foi eleito a Maior Micareta indoor do planeta, pelos artistas, sites especializados e publico em geral. Neste mesmo ano, foi criado o "Abada Coringa" um novo conceito para a marca, contemporânea e atual.
• A banda Jammil e Uma Noites fez uma apresentação no ano de 2006 em que, amanheceu junto aos foliões, terminando seu show após 8h de show, as 10h da manhã. O vocalista Tuca Fernandes chegou a subir em um andaime e surtar na apresentação, além de vestir o abadá do bloco. Foliões veteranos do evento consideram o Jammil amanhecendo um "símbolo" do Carnalfenas.
• O Carnalfenas teve o privilegio de ser palco de 2 gravações ao vivo de cds da banda Chiclete com Banana, anos de 2005 com o Sou Chicleteiro e em 2007 com o Tabuleiro Musical.
• Em 2007 através de votação popular com quase 1,5 milhão de votos o Carnalfenas foi eleito como o terceiro maior evento do Sudeste, ficando apenas atrás do Vital ( Vitoria-ES ) e do Axe Brasil ( BH ) eventos de capitais. Em 2007 também foi criado o Point do Tutu o primeiro abada (Pista) open bar do Brasil.
• Também em  2007, a Banda A ZORRA fez um show histórico. Após o dia amanhecer e o trio parar, conforme o script, às 9 da manha, Léo (vocalista da A Zorra) incendeia a galera a dar mais 3 voltas! Só que o trio não tinha diesel suficiente, Léo pede insistentemente "mais diesel." Uma equipe do CARNALFENAS busca vários litros de diesel e o trio dá mais três voltas. Como se não bastasse, Léo vê um caminhão pipa (que era para reabastecer o reservatório da festa), sobe nele e molha todos os foliões que resistiram até as 11 da manhã!
• No ano de 2009 o Carnalfenas teve em seu evento 5 foliões de nacionalidades diferentes, Americano, Mexicano, Espanhol, Italiano e Nigeriano.
• O Carnalfenas 2010 registrou nos 15 anos da festa o seu maior publico da historia, mais de 28 mil pessoas dançaram e cantaram em um so dia, embalados nesse dia por Ivete Sangalo e A Zorra.
• Uma das maiores tradições do evento e o famoso carro pipa, que entra as 10h da manha, fazendo a alegria do foliões.
• Em 2013 o evento foi o primeiro no Brasil a unir em um único dia Claudia Leitte e Ivete Sangalo e Asa de Águia e Chiclete com Banana. Um marco na historia dos eventos no Brasil.
•  O Lançamento do Carnalfenas em marco de 2016, foi o maior publico do evento de "lançamento" mais de 22 mil pessoas dançaram no domingo ao som do então fenômeno Wesley Safadão.
•  Em 2017, entretanto, após baixa na adesão dos ingressos, o evento foi cancelado e chega ao fim, após 22 anos de história.
Hoje Vitor Carrera sócio fundador desde 2022 e o atual empresário do Artista Alexandre Peixe.